# Behdad Salimi
Behdad Salimi Kordasiabi, född 8 december 1989 i Qaemshahr, är en iransk tyngdlyftare som tävlar i +105-kilosklassen. Han hade världsrekordet i sin viktklass i ryck med 214 kg mellan 2011 och 2016 tills han slog sitt eget världsrekord med 216 kg i ryck. Rekordet slogs dock 2017 av Lasha Talakhadze som lyfte 217 kg.
I världsmästerskapen i tyngdlyftning har Salimi vunnit två guldmedaljer år 2010 och 2011. Han vann guld år 2009, 2011 och 2012 i asiatiska mästerskapen i tyngdlyftning. År 2010 deltog Salimi i asiatiska spelen där han vann en guldmedalj. Han tävlade i olympiska sommarspelen 2012 i London. Där vann han guld efter att ha slutat före landsmannen Sajjad Anoushiravani på andra plats.